# Lucas de Coninck
Pour les articles homonymes, voir De Coninck.

a Compétitions nationales et continentales officielles uniquement.

b Matchs officiels uniquement.
Dernière mise à jour le 3 octobre 2021.
Lucas De Coninck, né le 15 janvier 1996, est un joueur franco-belge de rugby à XV évoluant au poste de 3e ligne aile ou de 3e ligne centre. Il peut également évoluer au poste de 2e ligne.

## Biographie
Formé au Rugby Club Jacou Montpellier Nord, le club de Jacou, au nord de Montpellier, Lucas De Coninck rejoint le MHR à l'âge de 15 ans. 
Après avoir joué avec les Espoirs du MHR lors de la saison 2016-2017, il est prêté à l'été 2017 pour deux saisons au Biarritz olympique, club de Pro D2. Après avoir évolué deux ans en Pro D2, il revient dans son club formateur. Peu utilisé, il s'engage un an plus tard à Provence Rugby. En octobre 2021, son contrat est rompu d'un "commun accord" avec le club. 